# Александър Ежов
Александър Ежов (на македонска литературна норма: Александар Ежов) е писател и литературен критик от Република Македония.

## Биография
Роден е на 18 ноември 1928 година в град Прилеп, тогава в Кралството на сърби, хървати и словенци. Работи като редактор в Издателската организация „Македонска книга“ в Скопие.
Главен редактор е на списанието „Современост“ в 1958 година. Член е на Дружеството на писателите на Македония от 1958 година.
Умира на 17 ноември 2014 година в Скопие след дълго боледуване.